# Route nationale 58 (Belgique)
Pour les articles homonymes, voir Route nationale 58.
La route nationale belge 58 est une route composée de deux sections. Le premier tronçon (20 kilomètres) relie Ploegsteert et Armentières (France) à l'autoroute belge A19 au niveau de Wervik (Geluwe), tandis que le second (10,5 kilomètres) relie Dottignies à Menin (Lauwe) par le centre de Mouscron.
Le projet initial visait la construction d'une voie-express reliant la commune de Comines-Warneton, enclavée en région flamande, à Mouscron. Toutefois à la suite de tensions communautaires entre les régions causées notamment par le refus des Wallons de prolonger la A17-E403 jusqu'en 1998, ce projet n'a jamais été complété. Elle aurait par ailleurs servi de prolongement à l'autoroute française A24 si le projet avait été réalisé.